# Pogácsacsiga
A pogácsacsiga (Bathyomphalus contortus) egy folyóvizek és vízpartok környékén elterjedt csigafaj.

## Jellemzői
A pogácsacsiga háza igen hasonlít a pogácsára (innen a faj neve), illetve egy feltekert szíjra. A pogácsacsiga házának kanyarulata 7-8 centiméter, magassága csupán 1-2 centiméter, míg szélessége 4-6 centiméter. A ház felső oldala sík, az alsó tölcsérszerűen bemélyedt. Házának kanyarulatai igen magasak, és viszonylag keskenyek is, ebből következően ennek a szájadéka keskeny, félholdra emlékeztető alakú. Többnyire állóvizek, és folyóvizek partján mászkál, de néha megkísérel átkelni kisebb-nagyobb csermelyeken is.

## Lásd még
- Csigák
- Tüdőscsigák